# Irmão do Jorel
Irmão do Jorel é uma série em desenho animado brasileira criada por Juliano Enrico e co-produzida pelo Cartoon Network (Brasil), TV Quase e Copa Studio. A série foi originalmente vencedora de um pitching promovido pelo Cartoon Network em 2009 para produção de novas animações nacionais. A série é baseada na série de histórias em quadrinhos da qual Juliano Enrico é o criador.
Esta é a primeira animação original do Cartoon Network feita no Brasil e na América Latina. Ela a princípio iria estrear em 2013 com apenas 13 episódios, porém, sua estreia foi adiada para o ano seguinte completando uma temporada de 26 episódios. Sua estreia ocorreu no dia 22 de setembro de 2014.
Em 8 de dezembro de 2015, a série foi renovada para uma segunda temporada anunciada pelo Cartoon Network. que teve a sua estreia no dia 10 de outubro de 2016 e contou com novos traços visuais para cada personagem.
Em 25 de maio de 2017, a série foi renovada para uma terceira temporada com estreia confirmada para 16 de julho de 2018.
No dia 9 de julho de 2018, antes mesmo da estreia da terceira temporada, a série foi renovada para uma quarta temporada, que estreou no dia 2 de abril de 2021.
Em 30 de março de 2020, a série começou a ser exibida pela TV Cultura.
No dia 8 de dezembro de 2022, o Copa Studio realizou uma live em várias redes sociais e no final dela, o diretor e roteirista Zé Brandão revelou que a série terá uma quinta temporada, prevista para estrear em 2024. Com o especial de 10 anos de 'Irmão do Jorel'  exibido em 22 de setembro de 2024, o Cartoon Network (Brasil) liderou a audiência da tv paga.
No dia 7 de dezembro de 2024, a série foi renovada para uma sexta temporada.

## Episódios
| Temporada | Temporada | Episódios | Exibição original       | Exibição original      |
| Temporada | Temporada | Episódios | Estreia de temporada    | Final de temporada     |
| --------- | --------- | --------- | ----------------------- | ---------------------- |
|           | 1         | 26        | 22 de setembro de 2014  | 16 de novembro de 2015 |
|           | 2         | 26        | 10 de outubro de 2016   | 2 de outubro de 2017   |
|           | 3         | 26        | 16 de julho de 2018     | 24 de junho de 2019    |
|           | 4         | 26        | 2 de abril de 2021      | 27 de janeiro de 2022  |
|           | 5         | 23        | 18 de outubro de 2024   | 16 de maio de 2025     |
|           | Especiais | 6         | 25 de fevereiro de 2022 | 22 de setembro de 2024 |

## Produção
De acordo com o criador da série, Juliano Enrico, Irmão do Jorel é baseada na série de história em quadrinhos Irmão de Jorel, publicada no formato tirinhas na Revista Quase e lançada em 2002, e em 2006 os quadrinhos passariam a ser publicados semanalmente no site da revista. De acordo com o making-of exibido durante os comerciais no Cartoon Network, para criar os personagens, Enrico se inspirou em fotos e vídeos da sua própria família, embora afirme que não se trata de uma série autobiográfica.
Em 2009, Juliano Enrico se inscreveu em um concurso do Cartoon Network para a produção de um piloto da série animada. O projeto faturou um prêmio de desenvolvimento no valor de US$ 20 mil, em 2012, durante o Fórum Brasil de Televisão. O episódio piloto foi desenvolvido em parceria com a Copa Studio. A série começou sua produção em 11 de junho de 2012. A primeira promo da série foi exibida no Cartoon Network Brasil em 4 de agosto de 2014 e sua estreia oficial aconteceu em 22 de setembro de 2014.

### Inspirações
Os personagens e outros elementos da série começaram a ser desenvolvidos em 2002, inspirados em vídeos e fotos antigas do final dos anos 80 e início dos anos 90 da família do criador da série, Juliano Enrico, e a partir disso, ele começou a desenvolver tirinhas em quadrinhos com estes personagens. Em 2006, ele começou a divulgar em seu fotolog, os primeiros rascunhos dos personagens (sendo que alguns deles ainda não tinham os nomes oficiais que foram usados na série animada), e ao mesmo tempo seus quadrinhos ganharam uma coluna semanal no site da Revista Quase, onde ele trabalhava como desenhista.
O protagonista Irmão do Jorel teve o visual inspirado em fotos de infância do criador da série. Além disso, o personagem tem um irmão que é muito mais popular que ele, coisa que também aconteceu na infância de Juliano. Juliano tem um irmão chamado Jor-El, nome foi dado pelo pai em homenagem ao ator Marlon Brando, que interpretou Jor-El, o pai do Superman no filme de mesmo nome lançado em 1978. Outro personagem que também foi baseados em experiências de vida do criador é o Tosh, que foi inspirado em um cão de estimação real cujo nome era homenagem ao cantor jamaicano Peter Tosh. No desenho ele também tem traços que lembram o "cão-dragão" voador do filme "A História sem Fim". Além de Tosh, os patos de estimação da Vovó Juju são inspirados em uma criação de patos que sua avó real tinha no quintal. As ideias para as cenas onde o pai do Irmão do Jorel faz discursos narrando as histórias de seu tempo de ator durante a época da ditadura militar vieram das histórias que Juliano ouvia de seu pai, que também era ator. O lutador "Homem-Galinha", que aparece algumas vezes na TV da casa do Irmão do Jorel, teve seu uniforme baseado em uma foto onde Juliano vestia um traje semelhante.
A série tem várias citações a coisas populares nos anos 80 e 90, como a "Caneta de 250 cores" (que é uma paródia das canetas "de 4 cores", e das de "20 cores"), e paródias de Os Cavaleiros do Zodíaco, além de Steve Magal, ator preferido da Vovó Gigi, uma fusão entre o ator Steven Seagal e o cantor Sidney Magal. Porém, na vida real, Vovó Gigi era na verdade a fã do ator Charles Bronson. Enquanto o nome do personagem Rambozo é uma referência a música "Rambozo the Clown", da banda Dead Kennedys.

### Adaptação para o público infantil
Para a série de animação ser exibida no Cartoon Network, que é mais voltado para o público infantil, algumas mudanças tiveram de ser feitas no visual que os personagens tinham nas tirinhas originais. A Vovó Gigi, nas primeiras aparições nas tiras, tinha um cigarro na boca, mas na série ela passou a ter um pirulito verde. Além disso, o design dos personagens, que era mais "escrachado", ganhou uma aparência e um traço mais "limpo" e mais adequado para o público infantil.

### Elenco

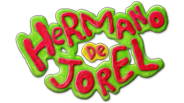
Logotipo da versão latina de Irmão do Jorel.

| Personagem          | Intérpete                                                                                          | Ref.          |
| Principais          | Principais                                                                                         | Principais    |
| ------------------- | -------------------------------------------------------------------------------------------------- | ------------- |
| Irmão do Jorel      | Andrei Duarte                                                                                      | [ 19 ]        |
| Jorel               | Juliano Enrico (risadas)                                                                           | [ 20 ]        |
| Jorel               | Craigo Silva (falas)                                                                               |               |
| Jorel               | Jor-El Teixeira                                                                                    |               |
| Nico                | Hugo Picchi Neto                                                                                   | [ 21 ]        |
| Seu Edson           | César Marchetti                                                                                    | [ 22 ] [ 23 ] |
| Dona Danuza         | Tânia Gaidarji                                                                                     | [ 24 ]        |
| Vovó Gigi           | Cecília Lemes                                                                                      | [ 24 ]        |
| Vovó Juju           | Melissa Garcia                                                                                     | [ 25 ]        |
| Lara                | Melissa Garcia                                                                                     | [ 25 ]        |
| Outros              | |               |
| Ana Catarina        | Melissa Garcia                                                                                     | [ 26 ]        |
| Catiane             | Melissa Garcia                                                                                     | [ 27 ]        |
| Billy Doidão        | Cássius Romero (1ª temporada) Alfredo Rollo (2ª temporada–4ª temporada) Alex Barone (5ª temporada) |               |
| Beto Cachinhos      | Andrei Duarte                                                                                      | [ 28 ]        |
| William Shostners   | César Marchetti (1ª temporada, episódio 1) Daniel Furlan (1ª temporada, episódio 2–presente)       |               |
| Samantha            | Jussara Marques                                                                                    |               |
| Marcinho            | Juliano Enrico (1ª temporada–4ª temporada) Vitor André (5ª temporada)                              |               |
| Jorginho            | César Marchetti (1ª temporada, episódio 4) Hugo Picchi Neto (a partir do episódio 5)               | [ 21 ]        |
| Débora              | Tânia Gaidarji                                                                                     |               |
| Verônica            | Tânia Gaidarji                                                                                     |               |
| Flávia              | Cecília Lemes                                                                                      |               |
| Syd Vinicius        | César Marchetti                                                                                    |               |
| Iggy Podre          | Juliano Enrico Craigo Silva (falas)                                                                |               |
| Professora Adelaide | Cecília Lemes                                                                                      |               |
| Dona Lola           | César Marchetti                                                                                    | [ 22 ]        |
| Roberto Perdigotto  | Hugo Picchi Neto                                                                                   | [ 21 ]        |

## Transmissão
A série teve sua estreia no Cartoon Network da América Latina em 2 de fevereiro de 2015.
A série estreiou na Arábia Saudita pelo canal MBC3 em novembro de 2022.
Na Rússia, está sendo transmitida no canal Cartoon Classics desde 3 de março de 2025.

## Livro Fenomenal
Em 2 de junho de 2021, foi lançado um novo livro de 200 páginas exclusivas da série chamado Livro Fenomenal do Irmão do Jorel. Ele foi inspirado no livro apresentado na abertura do programa e traz várias histórias escritas pelo protagonista principal.

## Jogo[33]
Em abril de 2023, a Copa Studio, em parceria com a desenvolvedora Double Dash anunciou o lançamento do jogo baseado na série, chamado Irmão do Jorel e o Jogo Mais Importante da Galáxia, no estilo "point-and-click" de aventura, com versões para PC, consoles (Xbox, Switch e PS4) e dispositivos móveis.  O jogo teve lançamento de 3 episódios, inicialmente para Xbox em abril. O primeiro capítulo oficial saiu em junho, o segundo em agosto e o terceiro episódio em outubro de 2023. 

## Prêmios e indicações
| Ano  | Prêmio                                                                        | Categoria                   | Resultado | Ref.   |
| ---- | ----------------------------------------------------------------------------- | --------------------------- | --------- | ------ |
| 2019 | Grande Prêmio do Cinema Brasileiro - Melhor Série Brasileira de Animação 2019 | Série Brasileira - Animação | Venceu    | [ 37 ] |
| 2020 | Prêmio Emmy Kids Internacional 2019                                           | Melhor Animação             | Indicada  | [ 38 ] |
| 2022 | Pena de Prata                                                                 | Melhor Série Animada        | Indicada  | [ 39 ] |
| 2025 | Prêmios Quirino                                                               | Melhor Série                | Venceu    |        |